# (6474) Choate
(6474) Choate es un asteroide perteneciente al cinturón de asteroides descubierto el 21 de septiembre de 1987 por Edward Bowell desde la Estación Anderson Mesa (condado de Coconino, cerca de Flagstaff, Arizona, Estados Unidos).

## Designación y nombre
Designado provisionalmente como 1987 SG1. Fue nombrado en honor a Dennis Choate (nacido en 1952), quien es ingeniero senior del Complejo de Comunicaciones con el Espacio Profundo de Goldstone de la NASA. Su profundo conocimiento del sistema transmisor de radar planetario de alta potencia y sus asombrosas capacidades para la resolución de problemas han sido un pilar de la astronomía de radar Goldstone durante la última década. En 1995, la dedicación y la experiencia de Choate se manifestaron en la transmisión perfecta de muchas horas continuas de señales de radio hacia (6489) Golevka durante los experimentos astronómicos de radar intercontinentales Goldstone-Evpatoria y Goldstone-Kashima.

## Características orbitales
Choate está situado a una distancia media del Sol de 2,565 ua, pudiendo alejarse hasta 3,332 ua y acercarse hasta 1,799 ua. Su excentricidad es 0,299 y la inclinación orbital 12,270 grados. Emplea 1500,84 días en completar una órbita alrededor del Sol.

## Características físicas
La magnitud absoluta de Choate es 14,48. Tiene 8,676 km de diámetro y su albedo se estima en 0,059.